# 2. deild Wysp Owczych (2019)
W roku 2019 odbyła się 26. edycja 2. deild Wysp Owczych – trzeciej ligi piłki nożnej Wysp Owczych. W rozgrywkach wzięło udział 10 klubów z całego archipelagu. Drużyny z pierwszego i drugiego miejsca (FC Hoyvík oraz AB II Argir) uzyskały prawo gry w 1. deild - drugim poziomie ligowym na archipelagu, a kluby z dziewiątego i dziesiątego (EB/Streymur III i 07 II Vestur) spadły do 3. deild.

## Uczestnicy
| Uczestnicy 2. deild Wysp Owczych 2018                                                                         | Uczestnicy 2. deild Wysp Owczych 2018 | Uczestnicy 2. deild Wysp Owczych 2018 | Uczestnicy 2. deild Wysp Owczych 2018 |
| --- | ------------------------------------- | ------------------------------------- | ------------------------------------- |
| UFF | Undrið FF                             | Tórshavn                              | 3                                     |
| VÍKIII | Víkingur III Gøta                     | Norðragøta                            | 4                                     |
| B68 II | B68 II Toftir                         | Toftir                                | 5                                     |
| ABII | AB II Argir                           | Argir                                 | 6                                     |
| KÍ III | KÍ III Klaksvík                       | Klaksvík                              | 7                                     |
| 07II | 07 II Vestur                          | Sandavágur / Sørvágur                 | 8                                     |
| NSÍIII | NSÍ III Runavík                       | Runavík                               | 9                                     |
| Nowi uczestnicy                                                                                               |                                       |                                       |                                       |
| FCH | FC Hoyvík                             | Hoyvík                                |                                       |
| FCS | FC Suðuroy                            | Vágur / Sumba                         |                                       |
| Awans z 3. deild Wysp Owczych 2018                                                                            |                                       |                                       |                                       |
| EBSIII | EB/Streymur III                       | Eiði / Streymnes                      |                                       |
| Oznaczenia: - kolumna pierwsza – skróty nazw drużyn, - kolumna trzecia – miejsce zajęte w poprzednim sezonie. |                                       |                                       |                                       |

## Tabela ligowa
| Lp. | Drużyna             | M  | Z  | R | P  | Bramki | Bramki | Różn. | Pkt | Uwagi              |
| --- | ------------------- | -- | -- | - | -- | ------ | ------ | ----- | --- | ------------------ |
| 1   | FC Hoyvík (A)       | 18 | 15 | 2 | 1  | 68     | 25     | +43   | 47  | Awans do 1. deild  |
| 2   | AB II Argir (A)     | 18 | 15 | 1 | 2  | 67     | 19     | +48   | 46  | Awans do 1. deild  |
| 3   | FC Suðuroy          | 18 | 11 | 2 | 5  | 48     | 37     | +11   | 35  |                    |
| 4   | NSÍ III Runavík     | 18 | 9  | 1 | 8  | 40     | 35     | +5    | 28  |                    |
| 5   | KÍ III Klaksvík     | 18 | 7  | 2 | 9  | 39     | 48     | −9    | 23  |                    |
| 6   | B68 II Toftir       | 18 | 8  | 0 | 10 | 41     | 54     | −13   | 24  |                    |
| 7   | Víkingur III Gøta   | 18 | 6  | 2 | 10 | 37     | 42     | −5    | 20  |                    |
| 8   | Undrið FF           | 18 | 5  | 2 | 11 | 28     | 50     | −22   | 17  |                    |
| 9   | 07 II Vestur (S)    | 18 | 4  | 3 | 11 | 32     | 47     | −15   | 15  | Spadek do 3. deild |
| 10  | EB/Streymur III (S) | 18 | 2  | 1 | 15 | 32     | 75     | −43   | 7   | Spadek do 3. deild |